# Breedsnavelkolibrie
De breedsnavelkolibrie (Cynanthus latirostris) is een vogel uit de familie Trochilidae en de geslachtengroep Trochilini (briljantkolibries).

## Verspreiding en leefgebied
Deze soort komt voor van de zuidwestelijke Verenigde Staten tot centraal Mexico en telt drie ondersoorten:
- C. l. magicus: zuidwestelijke Verenigde Staten, Sonora, Sinaloa en Nayarit (noordwestelijk Mexico).
- C. l.  propinquus: Guanajuato en noordelijk Michoacán (centraal Mexico).
- C. l.  latirostris: van Tamaulipas, San Luis Potosí tot Veracruz (oostelijk Mexico).